# Frauke Gewecke
Frauke Gewecke (* 2. Juli 1943 in Schaulen/Litauen, damals Reichskommissariat Ostland; † 13. Juli 2012 auf Zypern) war eine deutsche Romanistin und Hispanistin.

## Leben und Werk
Frauke Gewecke studierte Spanisch, Französisch, Portugiesisch, Italienisch, Philosophie, Altamerikanistik und Soziologie in Hamburg, Madrid, Genf, Lissabon und Peru von 1963 bis 1973. Sie promovierte 1971 an der Universität Hamburg mit der Arbeit Thematische Untersuchungen zu dem vor-calderonianischen ‚Auto sacramental‘ (Genf 1974). Von 1974 bis 1984 war sie Assistentin an der Universität Köln am Lehrstuhl von Horst Baader. Dort habilitierte sie mit der Arbeit Wie die neue Welt in die alte kam (Stuttgart 1986, München 1992). Von 1984 bis 2008 war sie Professorin für Romanische Literatur- und Kulturwissenschaft (mit Forschungsschwerpunkt Lateinamerika, Karibik) am Romanischen Seminar der Universität Heidelberg. Sie war Mitherausgeberin der Zeitschrift Iberoamericana (seit 2001).

## Weitere Werke
- Die Karibik. Zur Geschichte, Politik und Kultur einer Region, Frankfurt a. M. 1984, 1988, 2007
- (Hrsg.) Estudios de literatura española y francesca siglos XVI y XVII. Homenaje a Horst Baader, Frankfurt a. M. 1984
- (Hrsg.) Den Tod sterben und das Leben. Dominikanische Erzählungen der Gegenwart, Frankfurt a. M. 1989
- Der Wille zur Nation. Nationsbildung und Entwürfe nationaler Identität in der Dominikanischen Republik, Frankfurt a. M. 1996
- Puerto Rico zwischen beiden Amerika (1898 - 1998), 2 Bde., Frankfurt a. M. 1998
- Christoph Kolumbus, Frankfurt a. M. 2006
- (Hrsg. mit Léon-François Hoffmann und Ulrich Fleischmann) Haïti 1804. Lumières et ténèbres. Impact et résonances d'une révolution, Madrid/Frankfurt a. M. 2008